# スリーピング ビューティー/禁断の悦び
『スリーピング ビューティー/禁断の悦び』（Sleeping Beauty）は、ジュリア・リー監督・脚本による2011年のエロティック・ドラマ映画である。リーの監督デビュー作品である。主演はエミリー・ブラウニングである。川端康成の中編『眠れる美女』が原作である。

## キャスト
| 役名       | 俳優                   | 日本語吹替 |
| ---------- | ---------------------- | ---------- |
| ルーシー   | エミリー・ブラウニング | 小林沙苗   |
| クララ     | レイチェル・ブレイク   | 寺内よりえ |
| バードマン | ユアン・レスリー       | 村治学     |
| クック     | マイケル・ドーマン     |            |
| ソフィー   | ミラー・フォークス     | 下田レイ   |
| マーク     | ヘンリー・ニクソン     |            |
| トーマス   | エデン・フォーク       | 岩崎正寛   |

- その他の日本語吹き替え：嶋村侑／遠藤純平／中博史／川原慶久／長谷川俊介／玉野井直樹／石田嘉代

## 製作
「Sleeping Beauty」のスクリプトはハリウッドで注目されながらも未製作となっている脚本として2008年のブラックリストに挙がっていた。2009年9月、本プロジェクトはスクリーン・オーストラリアから資金提供を受けることが決定した。2010年2月、エミリー・ブラウニングが主演することが発表された。元々ルーシー役にはミア・ワシコウスカがキャスティングされていた。